# Menhir Graianog
Le menhir Graianog est un mégalithe situé près du village de Clynnog Fawr, dans le Gwynedd, au Pays de Galles.

## Situation
Le menhir se dresse dans un pré, à environ 4 km à l'est de Clynnog Fawr, dans le nord-ouest du Pays de Galles.

## Description
La pierre a une base rectangulaire et mesure 2,85 m de hauteur.